# 豊国
豊国（とよのくに、とよくに、古墳時代 - 7世紀）は、古墳時代にあった律令制以前の国の一つ。旧国名を豊日別（とよひわけ）と言い、現在の福岡県東部および大分県全域に相当する九州の北東部地域に存在した。律令制の時代には豊前国と豊後国に分かれた。

## 由来
豊国は、『古事記』の国産み神話の中で、筑紫島（九州島）の4面のうちの一つで、当時は豊日別であったされる。
 次生、筑紫島。此島亦、身一而、有面四。面毎有名。故、筑紫国謂、白日別。豊国、言、豊日別。肥国、言、建日向日豊久士比泥別。熊曾国、言、建日別。
『日本書紀』や『先代旧事本紀』「天皇本紀」では景行天皇の皇子である豊国別皇子が日向国造の祖であると記す。『豊後国風土記』は豊国の国名の由来を次のように記す。
 景行天皇の命によってこの地域を治めていた菟名手（うなで） が仲津郡を訪れると、白鳥が飛んで来て、まず餅となり、次いで冬であったにもかかわらず幾千もの芋草（里芋）となって茂ったので、菟名手がこの芋を天皇に献じたところ、天皇は「天の瑞物、土の豊草なり」と喜んで、この地を「豊国」と名付けた。

## 歴史

### 旧石器・石器時代
大分県大野郡の大野川流域にある上田原東遺跡（大分県豊後大野市）では、旧石器時代の遺物の出土がある。扁平打製石斧（石クワ）が多く出土し、稲作に関連する石包丁は出土していないため、当時は水田稲作ではなく、畑作を中心とした生業が営まれていたとみられている。

### 縄文・弥生時代
縄文時代後期から弥生時代中期に竪穴建物や、土坑（貯蔵穴）が使用されていたことが分かっている。この時代は大野郡の陣箱遺跡の地域が発達した。

#### 邪馬台国との関係
- 3世紀の魏志倭人伝には、邪馬台国には鉱物の丹や、植物のボケやクスノキがあり、貿易の要地である伊都国（糸島市）に一大率などの警備機関があり、邪馬台国と帯方郡が交易している旨がある。これら産物は豊国の産物との類似がある。海部郡や大分郡に丹生の地名があり、クスノキは九州に分布する木であり、また少なくとも玖珠郡にはクサボケの自生がある。

### 古墳時代
大野郡の遺跡や、日田郡の小迫辻原遺跡（おざこ つじばる、日田市）の調査から、弥生時代終盤から古墳時代にかけて集落の移動があり、竪穴建物が方形になったことが分かっている。古墳時代の後半にはそうした住居に竈も作られるようになった。小迫辻原の環壕居館の遺構は、3世紀末から4世紀初頭のもので、日本最古の豪族の居館であるとされている。
垂仁朝には建弥阿久良命が大分国造に任じられたとされ、『日本書紀』や『豊後国風土記』には景行天皇による征討伝承も見える。次代の成務朝には宇那足尼が豊国造に、午佐自命が国前国造に、止波足尼が比多国造にそれぞれ任じられたと伝わる。
5世紀の第21代雄略の時代には、日本の高句麗侵攻・新羅侵攻、また高句麗の百済侵攻があり、この時期には、大陸から才伎（手工業者）の漢織（あやはとり）・呉織（くれはとり）が招かれたり、秦民（秦氏後裔）の養蚕業が整備されるなど、渡来人技術者が重用されている。

#### 遺跡
郡は大化の改新以後の区画の呼び方であるが、以下では場所の名前とする。
速見郡の速見は、豊国以前の碩田国の早津村の長であった速津媛に由来する。日本書紀には景行天皇が纏向日代宮から熊襲征伐に向かうときに速津媛と出会い、その後に鼠石窟、禰疑野の土蜘蛛を討伐した。景行12年に宇奈岐日女神社（うなぐひめ じんじゃ）が創始されている。
日田郡では、3世紀末から4世紀初頭に豪族の居館が建造されている（小迫辻原遺跡）。
大野郡では、4世紀末頃に前方後円墳である立野古墳が築造されている（上田原東遺跡）。遺跡から縄文土器や石器、弥生土器、土師器、須恵器、鉄製品、青磁、白磁、常滑焼等が出土していることからすれば古代から交易が活発である。貴船神社がある。
大分郡は、4世紀末から5世紀前半に前方後円墳の亀塚古墳が築造された。石棺、短甲・鉄刀の破片、滑石製の勾玉、碧玉製の管玉、ガラス製の小玉などが出土している。
玖珠郡では、6世紀中頃に亀都起古墳（きつきこふん、きどきこふん）が築造されており、ここからは円筒埴輪や人物埴輪も出土している。垂仁天皇以降の土師部などの部民制・品部（世襲制の職業）の普及もあったと思われる。
宇佐郡（菟狭。宇沙）は豊国が分割されたあと豊前国に設置されたが、568年（欽明天皇29年）に霊媒の大神比義が、応神天皇の魂を祀る鷹居八幡神社・鷹居社（大八島の八幡神の総本社。のちの宇佐神宮）を建立し、比義の子孫が神部（大神部・少神部）の大神氏となり宇佐郡や大分郡の地域で栄えた。宇佐神宮には社伝に水銀中毒事件らしきものの記録があり、大神氏が鉱業家であったという説もある。宇佐郡にも貴船神社が多く造営されている。769年の道鏡事件のあとには、ヤマト政権と繋がりのある宇沙都彦を祖とする宇佐氏が社家として台頭した。

### 律令制以降
6世紀の九州
九州北部の筑紫国においては、527年（第26代継体21年）、新羅阻止のために朝鮮半島に出兵する近江毛野と、新羅と通じていたとされる筑紫国造の豪族筑紫君磐井とのあいだで磐井の乱が起きた。また、531年に北魏から善正上人が渡来して霊泉寺を創設して修験道を作った。534年の北魏の分裂と、第29代欽明天皇期の任那と伽耶の滅亡からしても、鮮卑や新羅の民族の影響が少なくない。
7世紀
660年（第35代斉明6年）に新羅が百済を滅ぼしたため、ヤマト政権は百済復興を目指して朝鮮半島に出兵したが、白村江の戦いにおいて、日本・百済遺民の連合軍は、唐・新羅の連合軍に敗北した。このことから国内でも軍備の見直しが行われることになり、九州北部の大宰府の周囲に土塁が築かれたと言われている。この大宰府も、日田とは日田街道で繋がっている。672年には壬申の乱の影響が各地に広がった。飛鳥の法隆寺が北魏様式に再建されるなど、北魏文化の影響が強まった。
こうしたなかで、九州の国は、7世紀末の第42代文武天皇のころに、筑前・筑後、肥前・肥後、豊前国と豊後国、などのように二つに分けられたといわれる。一方、考古学的見地からは、豊国を統治する勢力があったわけではなく、ヤマト朝廷がこの地域の一部にあった豊国の名称を全体を指して使用した、あるいは豊前国、豊後国の制定時に使用した、との説もある。
8世紀
九州南部で隼人の反乱が起き始め、朝廷軍は大宰府を利用して鎮圧のための出兵をしている。また宇佐の神軍も出兵したが、そのときには薦神社（の前身の社）のマコモも使われたといわれている。
宇佐八幡の荘園であった国東半島には、養老年間に、仏僧の仁聞が28の寺院「六郷満山」を開基したという伝説がある。また、仁聞は同時期、柚富郷（由布市）に六所権現（大神氏の阿南荘）も造営したとされているが、延喜式外神社であり、ヤマト政権と直接の関わりがなかった可能性がある。
玖珠郡では、718年（養老2年）に亀都起古墳の場所に亀都起神社が造営された。杵築神社（初期の出雲大社）の朱砂男と櫛名田比売を勧請して祀ったものとされている。境内には巨石を使った手水舎があり、茅葺屋根の拝殿があり、また入口の池の中央には島が造形されている。
一方、第43代元明の命により、710年には風土記として出雲国風土記、712年には史書として古事記が奈良で編纂される。720年には、群郷の特徴や由緒が記録された豊前国風土記、豊後国風土記が編纂され、また第40代天武天皇の命によって舎人親王が編纂した日本書紀が献上された。
後に令制国に対し中国風の別称がつけられた際、豊前国と豊後国のどちらか一方、あるいは両方をさして豊州（ほうしゅう）と称するようになった。また、豊国と同じ地域、すなわち、豊前国と豊後国の両国をさす語としては、二豊（にほう）・両豊（りょうほう）も用いられる。福岡県東部を除く豊国のほぼ全域が大分県にあたることから、今日でも「豊国」や「二豊」が大分県の別名として用いられることがある。

## 人物
- 速津媛（はやつひめ） - 速津媛国（のちの速見郡）の首長[2]。
- 比佐津媛（ひさつひめ） - 景行天皇が豊国を訪れたときに人の姿で現れた女神
- 大神氏（おおがし）
- 菟名手（うなで）
- 宇佐氏
- 辛嶋氏 - スサノオ息子の五十猛命を祖とする氏族で、渡来系であるとする説もある。香春岳山麓から仲津郡（中津市）大貞薦神社（起源は養老年間）に移り、祝部で神官もしくは巫女を務めていたとされている。辛嶋勝乙目（からしますぐりおとめ）、辛島代豆米（からしまのよつめ）など[4]。